# ماركيل بيرغارا
ماركيل بيرغارا  (بالإسبانية: Markel Bergara)‏؛ مواليد 5 مايو 1986 في إلغويبار، إسبانيا، هو لاعب كرة قدم إسباني يلعب لنادي ريال سوسيداد كلاعب وسط.

## روابط خارجية
- ماركيل بيرغارا على موقع الاتحاد الدولي (مؤرشف)  (الإنجليزية)
- ماركيل بيرغارا على موقع قاعدة بيانات كرة القدم.إي يو (الإنجليزية)
- ماركيل بيرغارا على موقع Soccerbase.com (لاعب) (الإنجليزية)
- ماركيل بيرغارا على موقع Soccerway.com (الإنجليزية)
- ماركيل بيرغارا على موقع كووورة
- ماركيل بيرغارا على موقع AS.com (الإسبانية)